# Parmularia integer
Parmularia integer är en mossdjursart som beskrevs av Livingstone 1924. Parmularia integer ingår i släktet Parmularia och familjen Parmulariidae. Inga underarter finns listade i Catalogue of Life.